# Rottington
Rottington – osada w Anglii, w Kumbrii. W 1961 wieś liczyła 92 mieszkańców.